# Jigal Naor
Jigal Naor (hebräisch יגאל נאור, * 25. Juni 1958 in Giw’atajim, Israel) ist ein israelischer Schauspieler irakischer Abstammung.

## Leben
Der „massige Charakterdarsteller“ spielte nach dem Besuch der Universität Tel Aviv zunächst erfolgreich Theaterrollen. Sein erster Filmauftritt war im Jahr 1987 eine Nebenrolle in der Co-Produktion War Zone – Todeszone mit Christopher Walken. 1996 bekam er für seine Rolle als Schulrektor in der Fantasy-Komödie Clara Hakedosha den Preis der israelischen Filmakademie als „Bester Nebendarsteller“. Internationale Aufmerksamkeit fand Jigal Naor erstmals 2005 in Steven Spielbergs Film München als Darsteller des Repräsentanten der PLO in Frankreich, Mahmoud Hamshari, der 1972 von einem israelischen Kommando als mutmaßlicher Terrorist des Schwarzer September durch eine per Telefon gezündete Bombe getötet wurde. 2007 spielte er in dem Thriller Machtlos mit Reese Witherspoon und Jake Gyllenhaal die tragende Nebenrolle des arabischen Polizeichefs, der im Laufe der Handlung erkennen muss, dass seine Tochter auf tragische Weise in die Aktivitäten der von ihm gesuchten Terroristen verstrickt ist. 2008 verkörperte er in der BBC-Miniserie Die Husseins: Im Zentrum der Macht die Hauptrolle des irakischen Diktators Saddam Hussein, seine Wohnung in Tel Aviv-Jaffa wurde während des Zweiten Golfkriegs von irakischen Raketen beschossen. Im Jahr 2010 war er in Paul Greengrass’ Film Green Zone mit Matt Damon zu sehen.

## Filmografie (Auswahl)
- 1987: War Zone – Todeszone (Deadline)
- 1993: Die siebente Münze (The Seventh Coin)
- 1993: Mumie – Tal des Todes (The Mummy Lives)
- 1996: Saint Clara (Clara haKedoscha)
- 1997: Kav 300 (Miniserie, 3 Episoden)
- 2003: Miss Entebbe
- 2003: Bonjour Monsieur Shlomi (ha-Kochavim schel Schlomi)
- 2005: München (Munich)
- 2005–2006: Miluim (Fernsehserie, 19 Episoden)
- 2007: Machtlos (Rendition)
- 2008: Die Husseins: Im Zentrum der Macht (House of Saddam, Miniserie, 4 Episoden)
- 2008: Language of the Enemy
- 2010: Green Zone
- 2010: Alles koscher! (The Infidel)
- 2010: Ich, die Sklavin (I Am Slave)
- 2012: Dead Europe
- 2012: Sindbad (Sinbad, Fernsehserie, 4 Episoden)
- 2014: 300: Rise of an Empire
- 2014: Suicide
- 2014: The Honourable Woman (Fernsehserie, 7 Episoden)
- 2014–2015: The Gordin Cell (Ta Gordin, Fernsehserie, 10 Episoden)
- 2015: Homeland (Fernsehserie, Episode 5x04)
- 2015: White City (Fernsehfilm)
- 2015: Fauda (Fernsehserie – Staffel 2)
- 2016: The Promise: Die Erinnerung bleibt (The Promise)
- 2017: Stratton
- 2017: Maktub
- 2017: Damascus Cover
- 2017–2019: Riviera (Fernsehserie, 15 Episoden)
- 2018: The Unorthodox
- 2018: Malkot (Fernsehserie, 11 Episoden)
- 2018: Deep State (Fernsehserie, 1 Folge)
- 2022: Wendell & Wild (Sprechrolle)